# Peltidium purpureum
Peltidium purpureum is een eenoogkreeftjessoort uit de familie van de Peltidiidae. De wetenschappelijke naam van de soort is voor het eerst geldig gepubliceerd in 1839 door Philippi.